# HD 119124
HD 119124，又名BD+51 1859，SAO 28836、HR 5148，是一颗恒星，视星等为6.32，位于銀經104.46，銀緯64.82，其B1900.0坐标为赤經13h 36m 25.3s，赤緯+51° 64.82′ 26″。